# 카롤라 발레스테나
카롤라 발레스테나(스페인어: Carola Baleztena, 1980년 1월 10일 ~ )는 스페인의 배우이다.